# Trykot zapaśniczy

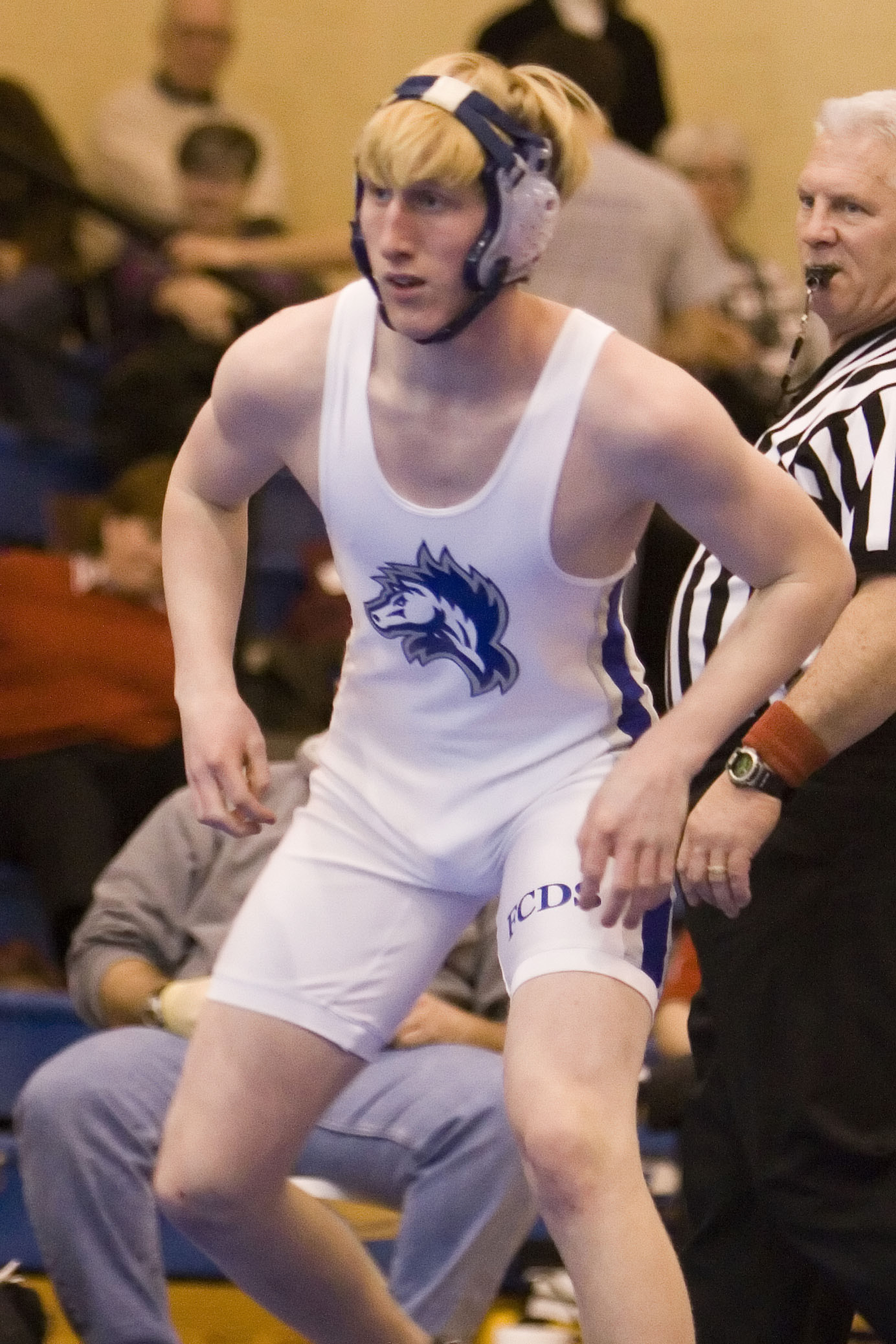
Zapaśnik amatorski ubrany w biały trykot.

Trykot zapaśniczy (ang. wrestling singlet) – jednoczęściowy kostium sportowy używany przez zapaśników (czasem również i przez wrestlerów) podczas zmagań zapaśniczych, na ogół uszyty ze spandexu (lycry) lub nylonu.
Trykot zapaśniczy charakteryzuje się przede wszystkim obcisłością, co ma zapobiegać jego podarciu podczas walki zapaśniczej. Obcisłość trykotu pozwala również sędziemu na dokładnie określenie czy łopatki któregoś z zapaśników w pełni dotykają maty zapaśniczej, co ma przełożenie na przyznanie przez arbitra odpowiedniej liczby punktów zawodnikowi w czasie walki. Międzynarodowa Federacja Zapaśnicza (UWW) określa w swoich przepisach, aby kostium zapaśniczy posiadał:
- godło państwa (na wysokości klatki piersiowej), które zapaśnik reprezentuje,
- z tyłu kostiumu skrót nazwy państwa, które reprezentuje dany zapaśnik (litery nie mogą mieć większych wymiarów niż 10x10 cm),
- z tyłu kostiumu nazwisko zapaśnika nad skrótem państwa, które reprezentuje (wielkość liter nazwiska powinna zawierać się w rozmiarach od 4 do 7 cm),
- chusteczkę z materiału, która pokazywana jest arbitrowi przed walką[1][2].

UWW zastrzega również w regulaminie aby trykoty zapaśnicze posiadały odpowiednie kolory. Są to trykoty o barwach czerwonej i niebieskiej – dla odróżnienia walczących zapaśników zakazane jest noszenie trykotów łączących ww. kolory. FILA dozwala również na używanie miękkich nakolanników, bez części metalowych.
Trykotów zapaśniczych używali również wrestlerzy tacy jak: Bret Hart, Owen Hart, Rhyno, Rob Van Dam czy Kurt Angle. Trykoty wrestlerów od zwykłych trykotów zapaśniczych wyróżnia głównie ich wielobarwność, która niejednokrotnie odpowiada gimmickowi jaki wrestler prezentuje podczas walki.
Trykoty noszone są również przez gimnastyków sportowych, artystycznych oraz w balecie.

## Galeria

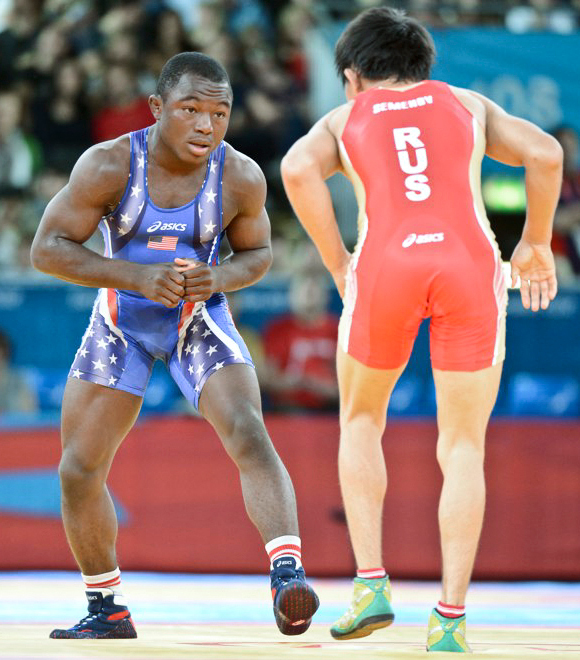
Zapaśnicy amatorscy w trykotach o różnych kolorach.
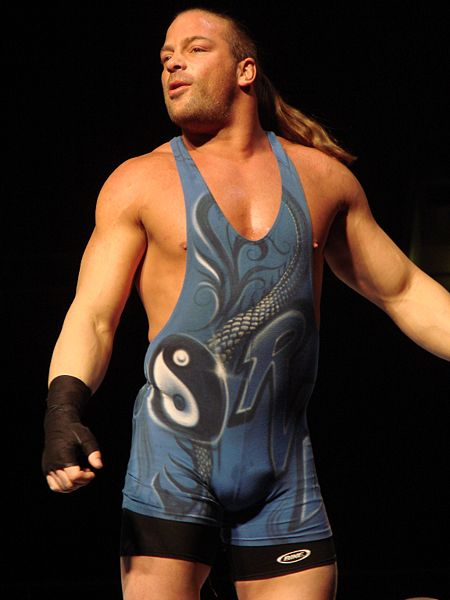
Rob Van Dam w swoim charakterystycznym trykocie.
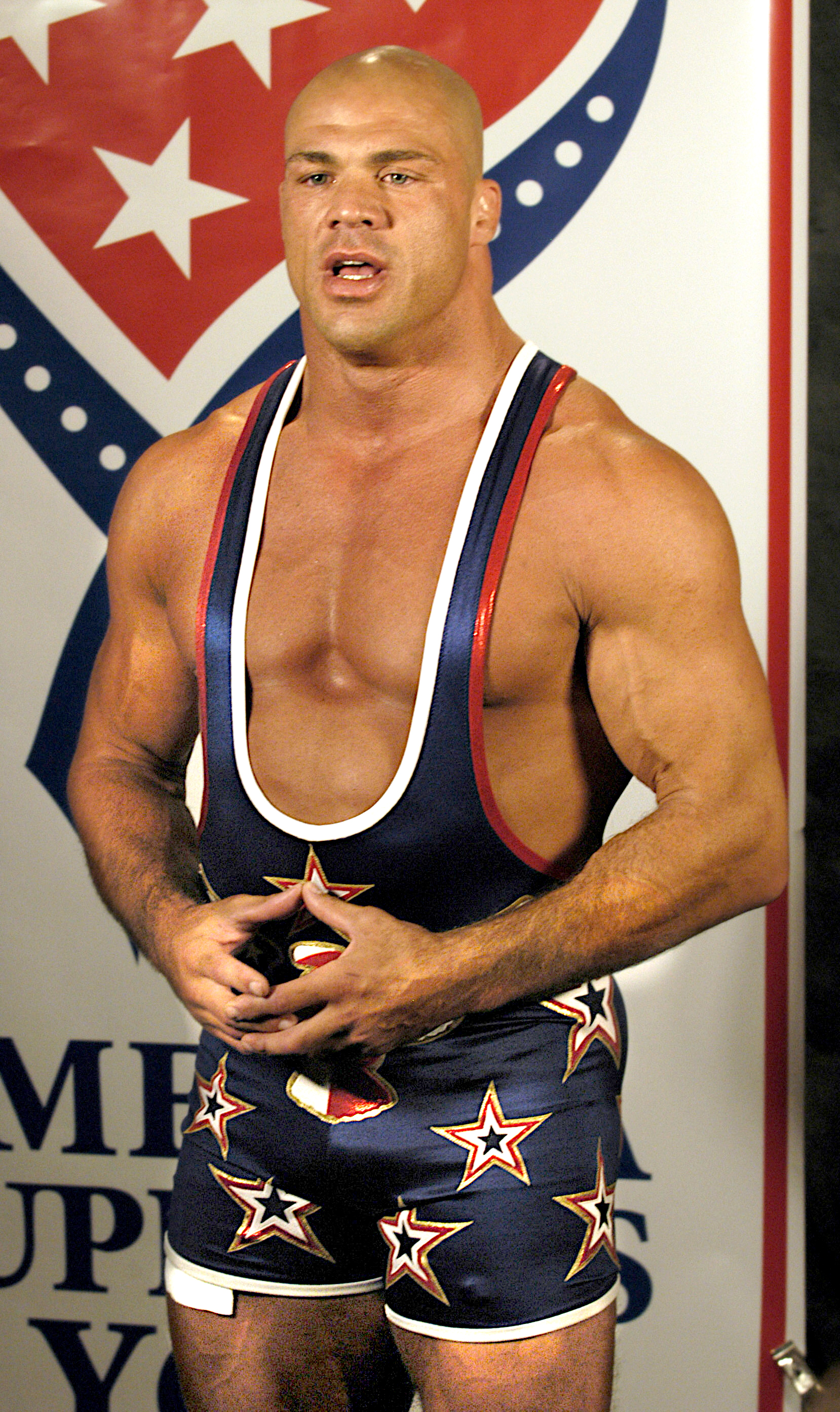
Kurt Angle w stylizowanym na barwy Stanów Zjednoczonych trykocie. Angle znany był z noszenia typowych dla siebie trykotów nawiązujących do barw narodowych USA.
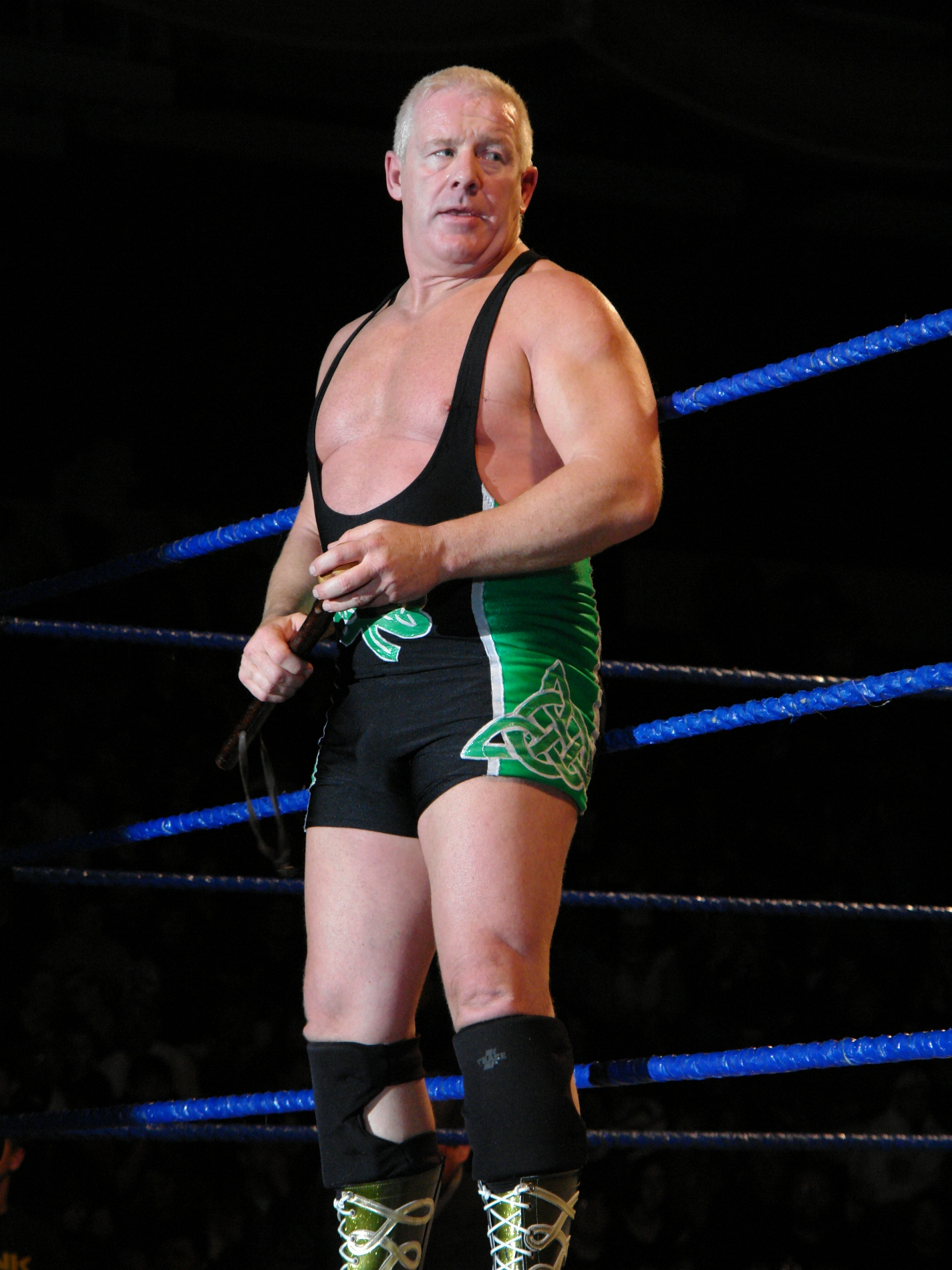
Finlay w trykocie odpowiadającym barwom i symbolom narodowym Irlandii.
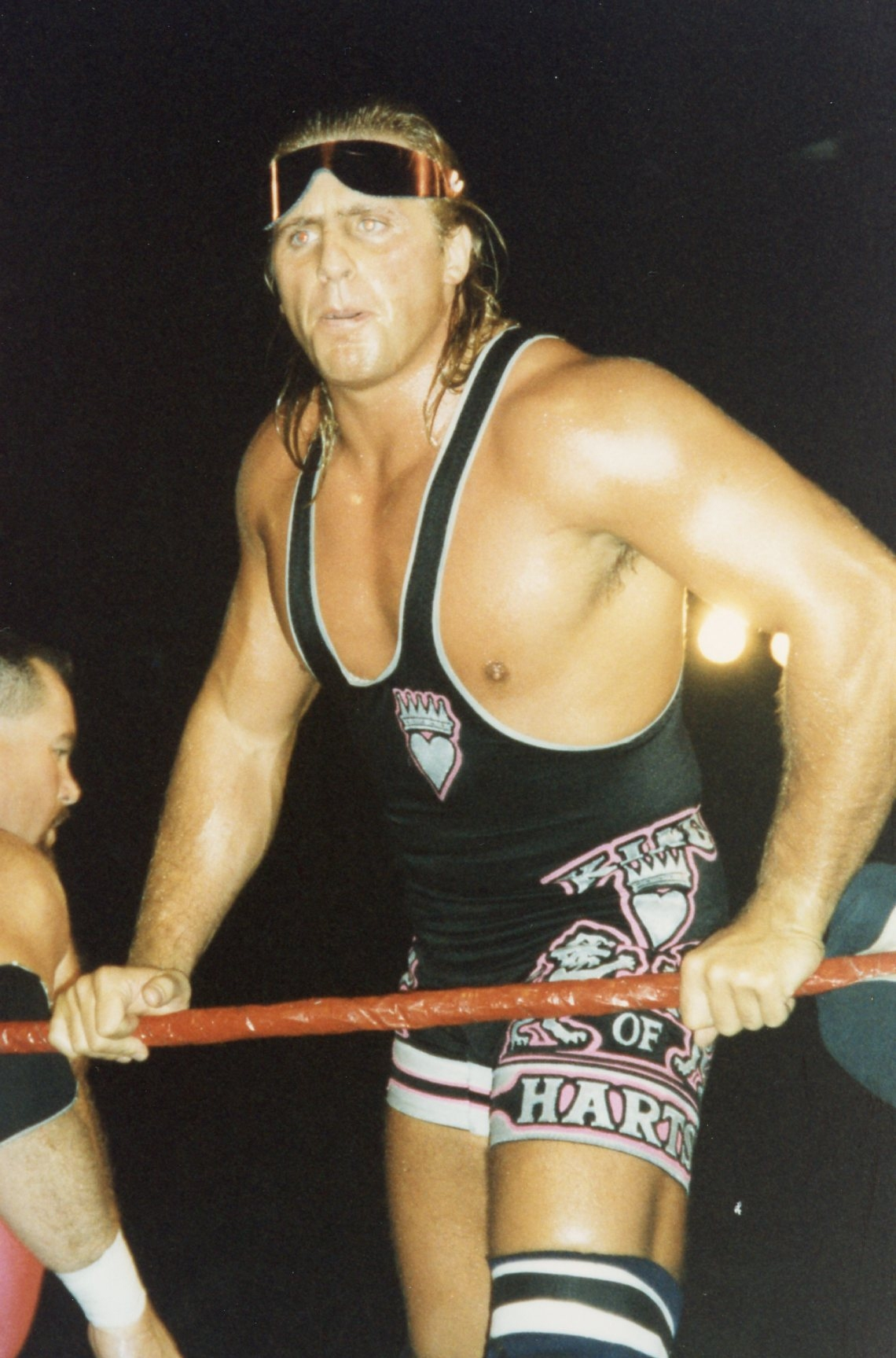
Owen Hart w trykocie.
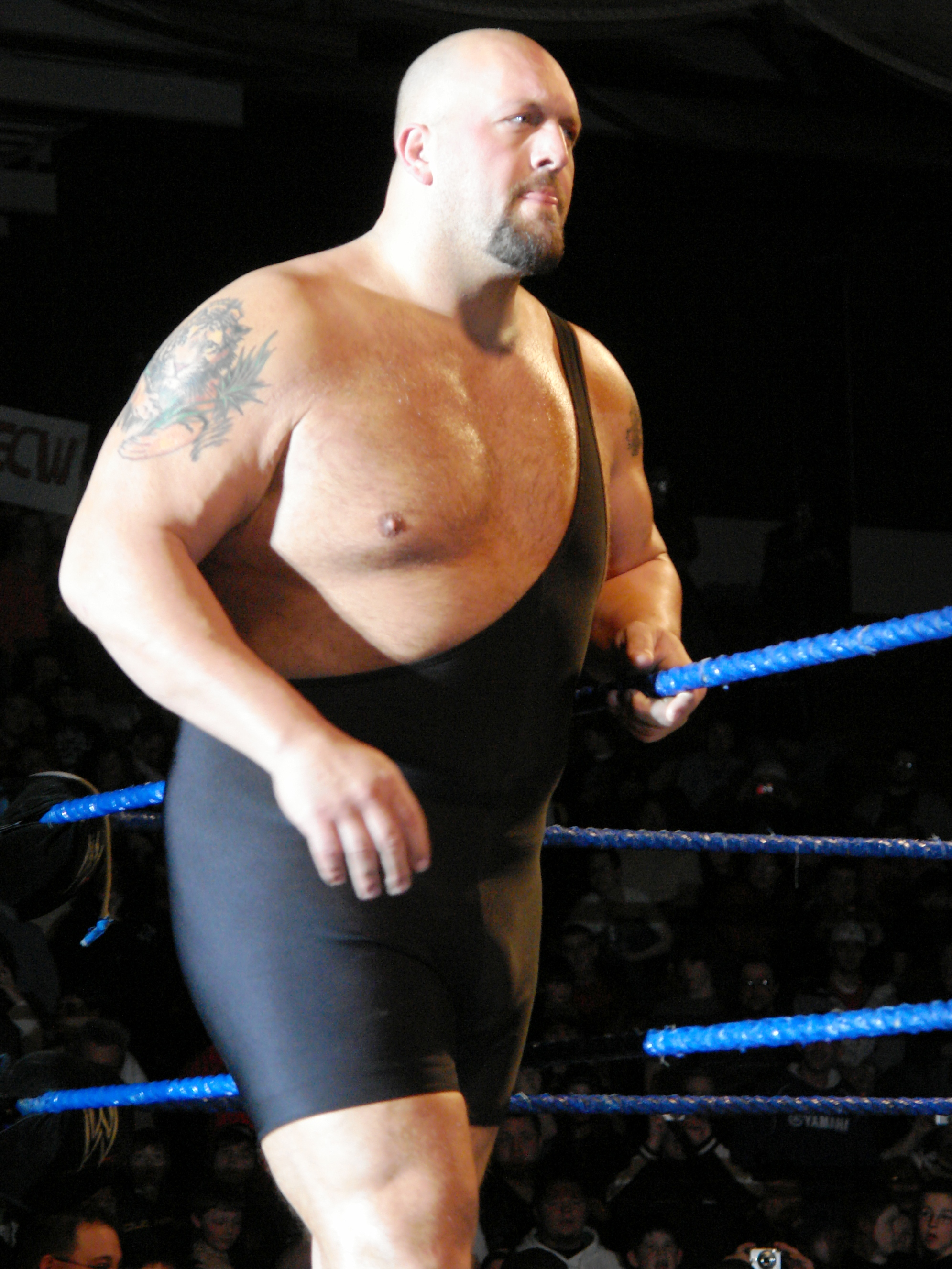
The Big Show w czarnym trykocie.